# (176711) Canmore
(176711) Canmore est un astéroïde de la ceinture principale.

## Description
(176711) Canmore est un astéroïde de la ceinture principale. Il fut découvert le 17 août 2002 à l'Observatoire Palomar par Andrew Lowe. Il présente une orbite caractérisée par un demi-grand axe de 2,34 UA, une excentricité de 0,07 et une inclinaison de 6,7° par rapport à l'écliptique.

## Compléments